# Richard Brooks (attore)
Richard Brooks (Cleveland, 9 dicembre 1962) è un attore statunitense.
È famoso per aver interpretato il procuratore Paul Robinette nelle prime tre stagioni della serie televisiva di successo Law & Order - I due volti della giustizia; inoltre è apparso in altre serie televisive e varie pellicole cinematografiche.

## Filmografia parziale

### Cinema
- Voglia di vincere (Teen Wolf), regia di Rod Daniel (1985)
- L'alieno (The Hidden), regia di Jack Sholder (1987)
- Saigon (Off Limits), regia di Christopher Crowe (1988)
- Un poliziotto in blue jeans (Shakedown), regia di James Glickenhaus (1988)
- Sotto shock (Shocker), regia di Wes Craven (1989)
- Il giorno del camaleonte (Chameleon), regia di Michael Pavone (1995)
- L'ora della violenza (The Substitute), regia di Robert Mandel (1996)
- Il corvo 2 - La città degli angeli (The Crow: City of Angels), regia di Tim Pope (1996)
- Officer Down - Un passato sepolto (Officer Down), regia di Brian A. Miller (2013)

### Televisione
- Law & Order - I due volti della giustizia (Law & Order) - serie TV, 69 episodi (1990-2006)
- E.R. - Medici in prima linea (ER) - serie TV, episodio 1x06 (1995)
- Firefly - serie TV, episodio 1x14 (2003)
- NCIS - Unità anticrimine (NCIS) - serie TV, episodio 1x09 (2003)
- The Flash - serie TV, 4 episodi (2017-2018)
- Bosch - serie TV, 9 episodi (2019-2020)
- 9-1-1 – serie TV, 4 episodi (2024)

## Doppiatori italiani
Nelle versioni in italiano delle opere in cui ha recitato, Richard Brooks è stato doppiato da:
- Rodolfo Bianchi in Law & Order - I due volti della giustizia, Chicago Justice
- Bruno Conti ne L'ora della violenza
- Fabrizio Pucci ne Il corvo 2
- Ivo De Palma ne Il corvo 2 (ridoppiaggio)
- Stefano Mondini in NCIS - Unità anticrimine
- Giuliano Bonetto in Person of Interest
- Stefano Billi in The Good Wife
- Luca Graziani in All Rise
- Alessandro Ballico in Bosch